# William Langewiesche
William Langewiesche, né le 12 juin 1955 à Sharon (Connecticut) et mort le 15 juin 2025 à East Lyme (Connecticut), est un écrivain et journaliste américain. À partir de 2006, il est le correspondant international du magazine Vanity Fair. 

## Biographie
Lorsque William Langewiesche ne parcourt pas le monde, il réside à Davis (Californie) et en France.

### L'aviation
William Archibald Langewiesche avoue que ses plus fortes émotions d’enfant et d’adolescent furent d’être assis à côté de son père pilote ; c’est à l’âge de 5 ans qu’il prend pour la première fois le contrôle d’un appareil. Ce goût du voyage, des rencontres, de l’autre, l’oriente vers l’anthropologie ; en 1977, il est diplômé de l’université de Stanford. Il choisit cependant de devenir pilote professionnel, tout en publiant des articles dans le magazine d’aviation Flying. Ce métier de pilote qu’il exercera jusqu’au début des années 90 reste le creuset de sa perception du monde. En 1998, il tire de cette expérience un livre, Inside the Sky : A Meditation on Flight, 1998, dans lequel l’auteur croise réflexions philosophiques et constats journalistiques autour des thèmes de la solitude en vol et du changement climatique déjà perceptible. La préoccupation écologique est l’une des charges récurrentes de la plupart de ses livres. 
Devenu journaliste William Langewiesche sait faire partager ses connaissances en matière d’aviation ; notamment sur Le crash du vol Egypt Air 990, enquête dans laquelle il démontre comment l’acte intentionnel d'un pilote a mené à la mort 217 personnes, ou dans son analyse des derniers moments du vol Air France 447 Rio-Paris .

### Le désert
De 1990 à 1993, William Langewiesche séjourne trois ans dans le Sahara comme pilote. Il tire de cette expérience un premier article, Aux commandes du Courrier Express pour Dakar, publié dans le quotidien le New York Times. En 1991, il se présente à la rédaction de The Atlantic Monthly, avec un article intitulé Cloîtré sur l’influence du Front islamique du salut (FIS), en Algérie. Bien que non dénués de maladresses, les articles surprennent le rédacteur en chef, sensible à l'écriture de Langewiesche. Celui-ci l’envoie en Algérie. Langewiesche arrive à Alger aux débuts de la guerre civile menée par le Front islamique du salut (FIS) et sa branche armée, le Groupe islamique armé (GIA). Il y reste plusieurs mois avant d’en suivre l’onde de choc dans l’espace saharien ; l’article, Le monde en son extrême, est publié en novembre 1991 – son premier reportage dans un magazine généraliste. 
Au cours des quatre années qui suivent, William Langewiesche voyage en Afrique du Nord et au Moyen-Orient, travaille sur différents sujets tels que l’application de la charia au Soudan, l’intervention américaine lors de la première guerre du Golfe. Après la libération du Koweït, il effectue plusieurs séjours en Irak dans les zones occupées, révélant la complexité des réalités politiques, culturelles ou ethniques, de ce pays quasiment inconnu des Américains.
Son livre Sahara dévoilé : un voyage à travers le désert, publié en 1996 lui assure une réputation. C’est « une traversée absolument anti-romantique, loin du sentimentalisme qui généralement encombre les esprits de ceux qui ont parcouru ce désert », explique l’auteur. Ce long récit est le résultat des voyages effectués en Algérie, au Niger, au Mali et au Sénégal à partir de 1993. Au-delà de la complexité des enjeux tant politiques, culturels qu’humains liés au désert, Langewiesche nous dévoile un Sahara aussi majestueux que cruel ; l'évocation du calvaire d’une famille belge qui à la suite d’un accident, et après deux semaines de soif et de désespoir, se suicide, est éloquent. Ce livre est le troisième de William Langewiesche publié en français.

### Le World Trade Center
Si la plupart des Américains furent traumatisés par les attaques du 11 septembre 2001, William Langewiesche ne le fut pas. “ « Après avoir parcouru les endroits les plus reculés du monde pendant des années, je ne fus pas surpris par l’étrangeté de cette scène, mais au contraire, par sa familiarité. » ”
Grâce à sa réputation, il est le seul journaliste à avoir été accrédité à circuler sur l’ensemble de Ground Zero. Il livre une série d’articles sur la “« déconstruction » ” du World Trade Center, réunis dans American Ground – Unbuilding The World Trade Center. Le texte couvre l’ensemble des aspects liés au déblaiement des tours. Interviewant les témoins, les pompiers, les policiers, les hommes politiques, mais aussi les bandes souvent rivales qui écument les lieux, il rend compte de ce démantèlement exceptionnel qui conjugua endurance et inventivité. Pour Robert S. Boynton, Langewiesche met en perspective, sans mièvrerie, les rapports de la commission sur le démantèlement, et ce livre apparaît comme une métaphore de la résistance, celle des poutres métalliques comme celle du peuple américain.

### Zones de guerre
Les Balkans, l’Inde, l’Amérique centrale – notamment le Mexique, qui lui inspire le livre de Cutting for Sign, 1994, dans lequel il décrit la complexité des enjeux qui s'affrontent à la frontière américano-mexicaine –, l’Amérique du Sud, le Pakistan et la Russie sont d’autres territoires explorés par William Langewiesche. 
Cargos hors la loi – un monde de crime et de chaos, publié 2004, est une vaste enquête sur la piraterie et l'anomie qui règne sur les océans du monde. Dans ce livre, la dimension d’urgence écologique se mêle aux conflits entre compagnies maritimes, en quête de profits, parfois en totale transgression de la législation internationale. Ce texte, traduit en français, a été salué par la critique comme l’une des grandes enquêtes publiées ces dernières années. William Langewiesche est dès lors considéré comme l’un des rares écrivains reporters actuels, aux côtés de Bruce Chatwin, Ryszard Kapuscinski ou Paul Théroux. 
« Soyez polis, soyez professionnels, soyez prêts à tuer tous ceux que vous rencontrez ». Inscrite au sein du bâtiment tenu par la compagnie Kilo du bataillon Chessani du corps des Marines basé en Irak, cette injonction donne le ton de Hotel Baghdad : Fear and Lodging in Iraq, paru en 2005, et en France sous le titre La Conduite de la Guerre. Après l'explosion d'une mine artisanale dans la ville d'Haditha, qui tue quatorze marines, – ainsi qu'un interprète civil – Langewiesche décrit en journaliste, sans fard ni parti pris, sinon un brin d’ironie, la folie de cette deuxième guerre du Golfe. Pour la plupart très jeunes, ces soldats ignorent tout de l'Irak et se révèlent d'une maladresse effroyable ; l’histoire d'un poste d'observation US en haut d'une école d’où des soldats ont une vue plongeante sur les maisons et l'intimité de femmes irakiennes, poste bientôt perçu comme un véritable viol par la population, est exemplaire. L'auteur revient sur les origines et les conséquences de cet attentat ; notamment le massacre de 24 civils, dont des enfants. Il souligne à la fois l'absurdité de cet engagement, l'impasse militaire dont la seule issue paraît clairement être le retrait de l'armée américaine du territoire irakien.

### La prolifération nucléaire
Paru en mai 2007 aux États-Unis, The Atomic Bazaar – The Rise of the Nuclear Poor fit l’effet d’un électrochoc. « Il n'y a pas d'autre façon de le dire : ceci est un livre important — un livre de l'urgence — qui confronte la probabilité que l'Inde, le Pakistan, l'Iran, la Corée du Nord, sinon une clique de terroristes apatrides, lancent une guerre nucléaire. » Avec Le Bazar Atomique, William Langewiesche ne raconte pas seulement l'histoire de la prolifération nucléaire. Il relate comment ce « bazar » se propage à des pays qui mesurent l’importance de posséder une telle arme. Il explique comment a été exfiltrée une part des énormes quantités de combustible qui ont survécu à l'éclatement de l'Union soviétique. Il raconte aussi l’itinéraire du docteur Abdul Qadeer Khan, le père du programme nucléaire pakistanais qui a marchandé son savoir à qui voulait payer. Ce livre décrit en fait la dérive inexorable de la technologie de l’arme nucléaire des mains des pays riches aux mains des pays pauvres. Mais aussi que les activités en matière nucléaire des États-Unis ont atteint des sommets effrayants. Encore plus inquiétante, reste la probabilité qu’il soumet, que de telles armes soient utilisées par des services étatiques.

## Publications américaines
- The Atomic Bazaar: The Rise of the Nuclear Poor, New York, Farrar, Straus and Giroux, 2007  (ISBN 0374106789)
- Hotel Baghdad : Fear and Lodging in Iraq, 2005
- The Outlaw Sea : A World of Freedom, Chaos, and Crime, New York, North Point Press, 2004  (ISBN 0-86547-581-4)
- American Ground : Unbuilding the World Trade Center, New York, North Point Press, 2002  (ISBN 0-86547-582-2)
- Inside the Sky: A Meditation on Flight, Pantheon Books, 1998  (ISBN 0-679-42983-2)
- Sahara Unveiled : A Journey Across the Desert, New York, Pantheon Books, 1996  (ISBN 0-679-42982-4)
- Cutting for Sign, New York, Pantheon Books, 1994  (ISBN 0679411135)

## Publications françaises
- American ground, déconstruire le World Trade Center, traduction par Thierry Gillyboeuf, Les éditions du sous-sol, 2011  (ISBN 978-2-36468-000-5)
- Atomic Bazaar, éditions Allia, 2010  (ISBN 978-2-84485-336-3)
- Sahara dévoilé, éditions Vagabonde, 2009  (ISBN 978-2-9519063-7-2)
- La Conduite de la guerre, éditions Allia, 2008  (ISBN 978-2-84485-282-3)
- Cargos hors la loi, un monde de crime et de chaos, éditions Autrement, 2005  (ISBN 9782746706484)

## Récompenses
- Obtient un National Magazine Award for Excellence in Reporting en 2004, pour l'article paru dans The Atlantic Monthly, intitulé Last Flight, sur l'explosion de la navette Columbia.
- Obtient un National Magazine Award for Excellence in Reporting en 2002, pour l'article paru dans The Atlantic Monthly, intitulé Le crash du vol Egypt Air 990.
- Finaliste du Michael Kelly Award, en 2007.
- Finaliste du Lettre Ulysses Award for the Art of Reportage, en 2005, pour The Outlaw Sea.
- Finaliste du Lettre Ulysses Award for the Art of Reportage, en 2004, pour American Ground – Unbuilding the World Trade Center.
- Finaliste du National Book Award en 2002 pour son livre American Ground – Unbuilding the World Trade Center.

### Interviews
- Vidéo interview en français par Sylvain Attal sur France 24 septembre 2011
- Vidéo interview avec Stephen Colbert  14 mai 2007
- The Eventualist : William Langewiesche on The Atomic Bazaar and Facing our Worst Fear, par Nancy Rommelmann 25 juillet 2007